# Kommissariat 9/Episodenliste
Die Episodenliste von Kommissariat 9 bietet einen Überblick über die 39 Folgen der ARD-Fernseh-Krimiserie Kommissariat 9, die von 1975 bis 1979 produziert wurde. Die Serie wurde im Vorabendprogramm der ARD-Regionalprogramme des BR, NDR, WDR, HR, SWF und SDR ausgestrahlt.

## Besetzung
| Schauspieler      | Rolle                                              | Staffel(n) |
| Herbert Steinmetz | Kriminalrat Roth                                   | 1–2        |
| Edgar Ott         | Hauptkommissar Dingelein, ab Staffel 3 Kriminalrat | 1–3        |
| Walter Riss       | Oberkommissar Tuncik                               | 1–2        |
| Dietrich Lehmann  | Kriminalassistent Helmut Lippski                   | 3          |
| Arnfried Lerche   | Kriminalassistent Heinz Brockhage                  | 3          |
| Christian Wolff   | Kriminalassistent Jochen Scherf                    | 3          |
| Eva Mannhardt     | Ingrid Scholz                                      | 2–3        |
| Maria Hartmann    | Ute                                                | 3          |

## Episodenliste

### Staffel 1
| Nr. (ges.) | Nr. (St.) | Originaltitel              | Erstausstrahlung Deutschland | Regie            | Drehbuch    | Darsteller der Episode |
| ---------- | --------- | -------------------------- | ---------------------------- | ---------------- | ----------- | --- |
| 1          | 1         | Tamaro-Bau GmbH & Co. KG.  | 16. Juli 1975                | Wolfgang Staudte | Rolf Schulz | Peter Schiff, Tosca Dohnke, Michael Nowka, Dietrich Frauboes, Martin Brandt, Klaus Nägelen, O. A. Buck                                                                     |
| 2          | 2         | Streben Sie vorwärts       | 30. Juli 1975                | Wolfgang Staudte | Rolf Schulz | Achim Grubel, Monika Hielscher, Detlev Eckstein, Henning Schlüter, Werner Berndt, Berno von Cramm, Ethel Reschke, Albert Venohr                                            |
| 3          | 3         | Spekulationen              | 6. Aug. 1975                 | Wolfgang Staudte | Rolf Schulz | Helmut Hildebrandt, Franz Gary, Uwe Gauditz, Linde Fulda, Lutz Riedel, Gertie Honeck                                                                                       |
| 4          | 4         | Guten Appetit              | 13. Aug. 1975                | Wolfgang Staudte | Rolf Schulz | Paul Esser, Martin Hirthe, Karl-Friedrich Liebau, Inge Sievers, Herbert Schwoika, Jean-Pierre Bonin, Evelyn Meyka, Ulrike Bliefert                                         |
| 5          | 5         | Herzlichst eingeladen      | 20. Aug. 1975                | Wolfgang Staudte | Rolf Schulz | Jochen Schröder, Hans W. Hamacher, Peter Thom, Eva-Maria Werth, Christine Diersch, Anneliese Würtz                                                                         |
| 6          | 6         | Die Pyramide               | 27. Aug. 1975                | Wolfgang Staudte | Rolf Schulz | Hans Elwenspoek, Anton Diffring, Rotraud Schindler, Gerhard Dressel |
| 7          | 7         | Potemkin lässt grüßen      | 3. Sep. 1975                 | Wolfgang Staudte | Rolf Schulz | Paul Edwin Roth, Peter Eschberg, Ralph Lothar, Hans-Werner Bussinger, Wolfgang Ziffer, Christa Steiner                                                                     |
| 8          | 8         | Import aus Fernost         | 10. Sep. 1975                | Wolfgang Staudte | Rolf Schulz | Ruth Hausmeister, Konrad Georg, Hans E. Schons, Liane Rudolph, Gerhard Wollner, Gerd Seid                                                                                  |
| 9          | 9         | Zum halben Preis           | 17. Sep. 1975                | Wolfgang Staudte | Rolf Schulz | Alexander May, Siegmar Schneider, Claus Jurichs, Hans-Peter Hermannsen, Benno Hattesen, Rita Engelmann, Oscar Sabo jr.                                                     |
| 10         | 10        | Kavaliersdelikte           | —                            | Wolfgang Staudte | Rolf Schulz | Heinz Engelmann, Friedrich Schoenfelder, Edeltraut Elsner, Herbert Stass, Alfred Cogho, Dieter Gerlach, Tilo von Berlepsch, Herbert Weißbach, Kurt Mühlhardt, Rolf Schimpf |
| 11         | 11        | Ein ehrenwerter Mann       | 1. Okt. 1975                 | Wolfgang Staudte | Rolf Schulz | Fritz Tillmann, Robert Wolfgang Schnell, Toni Herbert, Gerd Duwner, Erik von Loewis, Henning Lorsch                                                                        |
| 12         | 12        | Ich bin ein Europäer       | —                            | Wolfgang Staudte | Rolf Schulz | Ursula Herwig, Gustav Burmester, Ruth Scheerbarth, Carlos Werner, Rolf Schimpf, Rüdiger Kirschstein, Max Buchsbaum, Barbara Stanek                                         |
| 13         | 13        | Schulden haben kurze Beine | —                            | Wolfgang Staudte | Rolf Schulz | Helga Krauss, Hans Putz, Susanne Wisten, Henning Gissel, Monika Bohnet, Manfred Tümmler, Marianne Berendsdorf, Günter Glaser, Manfred Grote                                |

### Staffel 2
| Nr. (ges.) | Nr. (St.) | Originaltitel              | Erstausstrahlung Deutschland | Regie            | Drehbuch    | Darsteller der Episode |
| ---------- | --------- | -------------------------- | ---------------------------- | ---------------- | ----------- | --- |
| 14         | 1         | Die Edlen der Heilkunst    | 4. Aug. 1978                 | Wolfgang Schleif | Rolf Schulz | Friedrich G. Beckhaus, Almut Eggert, Jürgen Thormann, Horst Naumann, Günter Glaser, Alexander Brausewetter, Victor Warsitz                                         |
| 15         | 2         | Der Preisbrecher           | 11. Aug. 1978                | Wolfgang Schleif | Rolf Schulz | Ulrich Beiger, Astrid Fournell, Dagmar Altrichter, Helga Schlack, Lutz Moik, Günther Kieslich, Inge Landgut, Paul Müller, Rolf Marnitz                             |
| 16         | 3         | Die Großen und die Kleinen | 18. Aug. 1978                | Wolfgang Schleif | Rolf Schulz | Wolfgang Lukschy, Dinah Hinz, Leopold Gmeinwieser, Paula Braend, Manuela Renard, Hans-Georg Panczak, Georg Weiss, Helmut Maßel, Hans Draing                        |
| 17         | 4         | Edle Sorten                | 25. Aug. 1978                | Wolfgang Schleif | Rolf Schulz | Hans Söhnker, Manfred Seipold, Michael Nowka, Christian Dolny, Mechthild Liesebrecht, Edeltraud Schlaugiess, Peter Mönch, Hans Prückner, Werner Korn               |
| 18         | 5         | Big Business               | 1. Sep. 1978                 | Wolfgang Schleif | Rolf Schulz | Herbert Tiede, Harry Wüstenhagen, Manfred Lehmann, Robert Owens, Tom Felleghy, Angela Lavormna                                                                     |
| 19         | 6         | Fett macht Fett            | 8. Sep. 1978                 | Wolfgang Schleif | Rolf Schulz | Franz Gary, Christian Rode, Henriette Gonnermann, Siegfried Unruh, Heinz Kammer, Horst Pinnow, Dagmar Altrichter, Henning Gissel, Horst-Hans Jochmann, Maria Seitz |
| 20         | 7         | Der Zapfhahn               | 15. Sep. 1978                | Wolfgang Schleif | Rolf Schulz | Joachim Kerzel, Cordula Hubrich, Klaus Abramowsky, Kurt Schmidtchen, Kurt Buecheler, Kurd Pieritz, Hans Krull                                                      |
| 21         | 8         | Ein Schluck aus der Pulle  | 22. Sep. 1978                | Wolfgang Schleif | Rolf Schulz | Günter Strack, Luitgard Im, Hartmut Reck, Karin Glier, Udo Baumgartner, Ina Wittich                                                                                |
| 22         | 9         | Konjunkturbelebung         | 29. Sep. 1978                | Wolfgang Schleif | Rolf Schulz | Gert Haucke, Richard Haller, Gerhard Frickhöffer, Christiane Maybach, Bernd Seebacher, Evelyn Gressmann, Joachim Baumann                                           |
| 23         | 10        | Auf einen guten Mokka      | 6. Okt. 1978                 | Wolfgang Schleif | Rolf Schulz | Hans Paetsch, Inken Sommer, Tonio von der Meden, Volker Brandt, Eric Vaessen, Friedhelm Lehmann, Rolf Marnitz                                                      |
| 24         | 11        | Gewusst wie                | 13. Okt. 1978                | Wolfgang Schleif | Rolf Schulz | Hans Hessling, Friedrich von Thun, Daniel Friedrich, Gisela Schneeberger, Herbert von Boxberger, Gerhard Schinschke, Horst Schäfer                                 |
| 25         | 12        | An der richtigen Quelle    | —                            | Wolfgang Schleif | Rolf Schulz | Reinhard Kolldehoff, Marina Genschow, Manfred Guthke, Jürgen Wegner, Horst Schultheis, Rudolf Unger, Edith Teichmann, Harry Riebauer                               |
| 26         | 13        | Nachtschatten-Salami       | —                            | Wolfgang Schleif | Rolf Schulz | Peter von Wiese, Uta Sax, Friedhelm Ptok, Horst Schön, Buddy Elias, Herbert Rüdiger, Balduin Baas, Wolfgang Zerlett, Peter Mühlenhaupt                             |

### Staffel 3
| Nr. (ges.) | Nr. (St.) | Originaltitel                         | Erstausstrahlung Deutschland | Regie              | Drehbuch              | Darsteller der Episode |
| ---------- | --------- | ------------------------------------- | ---------------------------- | ------------------ | --------------------- | --- |
| 27         | 1         | Retter in der Not                     | 3. Jan. 1983                 | Michael Mackenroth | Rolf Schulz           | Alf Marholm, Joseline Gassen, Richard Lauffen, Peter Döring, Axel Radler                                                     |
| 28         | 2         | Totalschaden garantiert               | 10. Jan. 1983                | Michael Mackenroth | Rolf Schulz           | Arthur Brauss, Gert Günther Hoffmann, Uschi Bour, Volkert Matzen                                                             |
| 29         | 3         | Schlachtfest                          | 17. Jan. 1983                | Michael Mackenroth | Rolf Schulz           | Ursula Heyer, Alexander Hegarth, James Helme Sutcliffe, Guenter Hanke, Axel Scholtz, Klaus Münster, Heinz Rabe, Horst Köppen |
| 30         | 4         | Neues vom Aktienmarkt                 | 24. Jan. 1983                | Michael Mackenroth | Rolf Schulz           | Rotraut Rieger, Peter Seum, Joseline Gassen, Hansi Jochmann, Herbert Chwoika                                                 |
| 31         | 5         | Der Globetrotter                      | 31. Jan. 1983                | Michael Mackenroth | Joachim Nottke        | Peer Augustinski, Elga Sorbas, Andrea L’Arronge, Jobst Noelle, Ulrike Laurence                                               |
| 32         | 6         | Drei Rollstühle für einen Rolls-Royce | 7. Feb. 1983                 | Michael Mackenroth | -ky                   | Jo Bolling, Stefan Staudinger, Klaus Rumpf, Max Giese, Andreas Hanft, Stefan Schneider                                       |
| 33         | 7         | Ein Köder aus viel Fantasie           | 14. Feb. 1983                | Michael Mackenroth | -ky                   | Wolfgang Bathke, Horst Schön, Utz Richter, Peter Neusser, Erich Schwarz, Gerd Danzmayr                                       |
| 34         | 8         | Videospiel                            | 21. Feb. 1983                | Michael Mackenroth | Uwe Otto              | Bernd Herzsprung, Christine Schild, Engelbert von Nordhausen, Joachim Hasenfuß, Albert Heins, Uwe Diederich, Christian Stieg |
| 35         | 9         | Eine Million aus Hongkong             | 28. Feb. 1983                | Michael Mackenroth | Joachim Nottke        | Walter Jokisch, Carl Duering, Claudia Wedekind, Horst Janson, Heinz Schacht, Wilfried Herbst                                 |
| 36         | 10        | Die böse Konzernmutter                | 7. März 1983                 | Michael Mackenroth | Ralf Franz            | Wichart von Roëll, Wolfram Schaerf, Ruth Brück, Karl-Heinz Grewe, Edgar Engelmann, Aurelio Malfa                             |
| 37         | 11        | Ein Millionenprospekt                 | 14. März 1983                | Michael Mackenroth | Joachim Nottke        | Eberhard Feik, Inge Wolffberg, Christine Lechle, Hans-Helmut Müller, Stefan Fredrich                                         |
| 38         | 12        | Guter Rat ist teuer                   | 21. März 1983                | Michael Mackenroth | Rolf Schulz, Uwe Otto | Gunter Berger, Horst Niendorf, Karin David, Karl-Josef Cramer, Hans-Helmut Müller, Stefan Fredrich                           |
| 39         | 13        | Fünf Zimmer oder eine Einzelzelle     | 28. März 1983                | Michael Mackenroth | -ky                   | Dieter Thomas Heck, Marie Bardischewski, Monica Kaufmann, Peter Schlesinger, Erwin Schaffner                                 |